# Alto do Capim
Alto do Capim, também conhecido como Alto Capim, é um distrito do município brasileiro de Aimorés, no interior do estado de Minas Gerais. Segundo o censo demográfico de 2022, realizado pelo Instituto Brasileiro de Geografia e Estatística (IBGE), sua população era de 1 287 habitantes e havia 475 domicílios particulares permanentes ocupados. Possui área de 129,62 km² conforme a Fundação João Pinheiro (FJP). Foi criado pela lei estadual nº 673 de 5 de setembro de 1916, juntamente à emancipação de Aimorés.
De acordo com o IBGE, em 2010 a população era de 1 278 habitantes e havia 488 domicílios particulares.